# 金翅雀 (畫作)
《金翅雀》（荷蘭語：Het puttertje）是一幅板面油畫，由荷蘭畫家卡爾·法布里蒂烏斯在1654年創作。畫作高33.5釐米，寬22.8釐米，現收藏在位於荷蘭海牙的莫瑞泰斯皇家美術館。

## 內容
《金翅雀》運用了視覺陷阱手法，畫中一隻紅額金翅雀立在固定於牆壁上的一個鳥食槽頂端，它的雙足抓住食槽上部的金屬環，其中一隻足通過金屬鏈繫於環上。畫面底部有畫家的簽名「C fabritivs 1654」（即「C·法布里蒂烏斯 1654」）。
金翅雀是17世紀頗為時興的寵物，原因之一是經過馴化的金翅雀可以學會用一個微型水桶從碗中舀水。金翅雀因此獲得了暱稱（荷蘭文中，後綴表示「小」，意指「提水者」），這也是《金翅雀》的荷蘭文原名。

## 風格
整幅畫作沒有大幅改動的痕跡，只在金翅雀的輪廓附近有一些細微的修改。畫作的大部分使用粗筆刷繪製，但諸如金屬鏈之類的細節則使用了更細膩的筆觸。金翅雀的頭部被按照透視法縮小，顯示出法布里蒂烏斯的高超技藝。
法布里蒂烏斯在1654年的代爾夫特軍火庫大爆炸中罹難，而《金翅雀》是他在逝世同年創作的三幅畫作之一。這幅畫的風格與法布里蒂烏斯的老師林布蘭有顯著差別，反而更接近據傳是法布里蒂烏斯徒弟的楊·維梅爾，維梅爾其後在描繪陰影上有更高的建樹。不過，美術史學家並未發現有證據能夠證實維梅爾曾經師從法布里蒂烏斯。

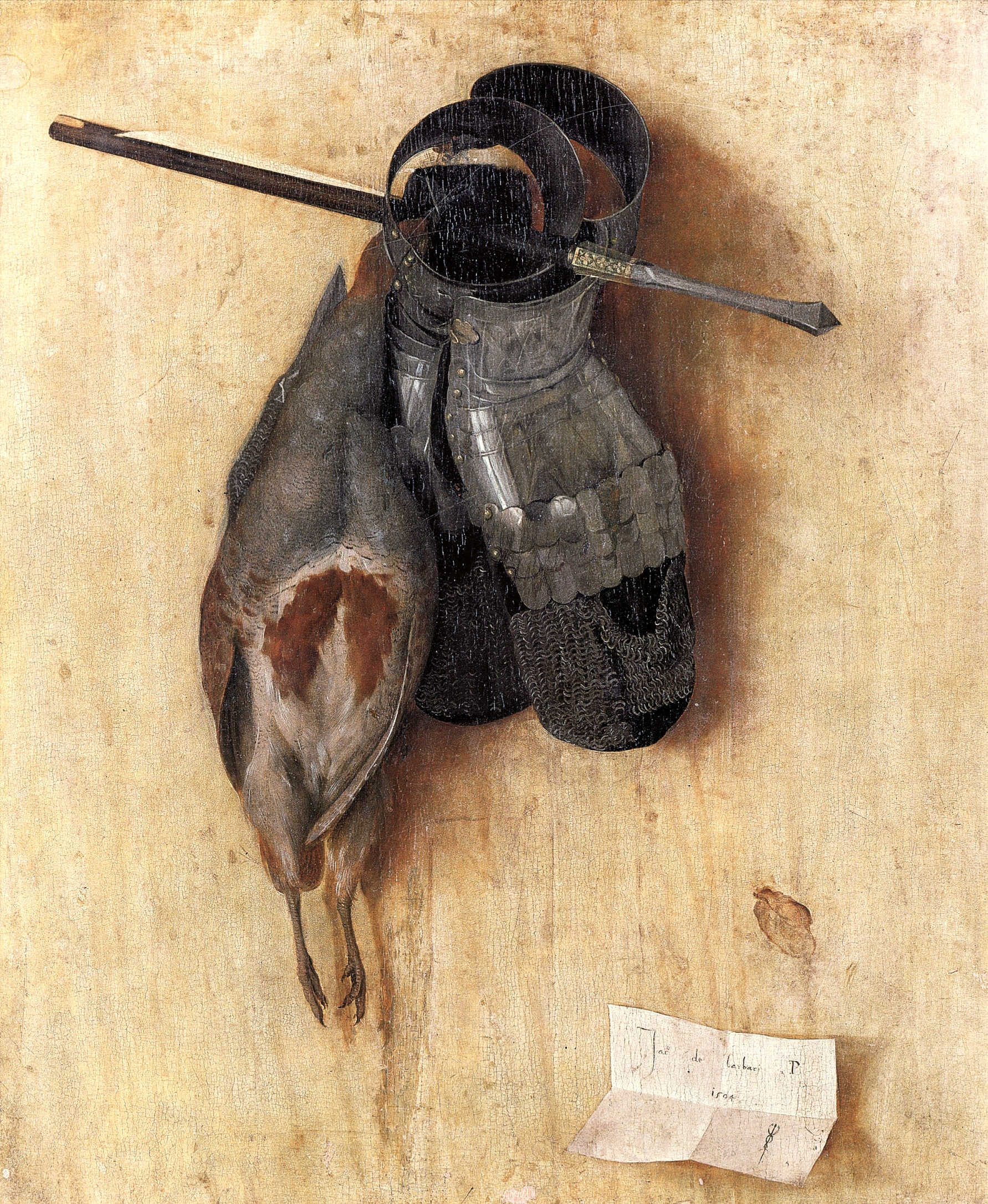
《靜物：鷓鴣與鐵手套》（1540），畫家雅各布·德巴爾巴里

《金翅雀》是荷蘭黃金時代繪畫作品中獨一無二的視覺陷阱畫作，常被與義大利畫家雅各布·德巴爾巴里在一百多年前創作的靜物畫開山之作《靜物：鷓鴣與鐵手套》（1540）相提並論。

## 所有權更替
《金翅雀》在1654年的代爾夫特大爆炸後不知所終，直至1865年才在比利時布魯塞爾首次重見天日。《金翅雀》當時的擁有者約瑟夫·吉約姆·讓-坎伯林爵士（Chevalier Joseph-Guillaume-Jean Camberlyn）將這幅畫遺贈給了巴黎藝術評論家提奧菲爾·托雷-伯格。托雷-伯格於1892年12月5日在巴黎德魯奧拍賣行將畫作售給了巴黎馬蒂內藏品（Martinet Collection），後者在1896年2月27日又將其通過德魯奧拍賣行出售。在這場拍賣會上，時任莫瑞泰斯皇家美術館總監的亞伯拉罕·布雷迪斯為莫瑞泰斯購得了這幅畫。目前，《金翅雀》作為莫瑞泰斯的永久藏品在荷蘭海牙展出。

## 流行文化
美國作家唐娜·塔特於2013年創作的小說《金翅雀》獲得了次年的小說獎，全書圍繞一起虛構的《金翅雀》畫作失竊事件展開。該書後來被改編成同名電影，於2019年9月13日在美國上映。

### 書目
- Martin, Wilhelm. . 1936  [2019-08-27]. （原始内容存档于2019-08-27） （荷兰语）.
- Montias, John Michael.  插圖重印版. Princeton University Press. 1991. ISBN 978-0-691-00289-7.